# Heistern

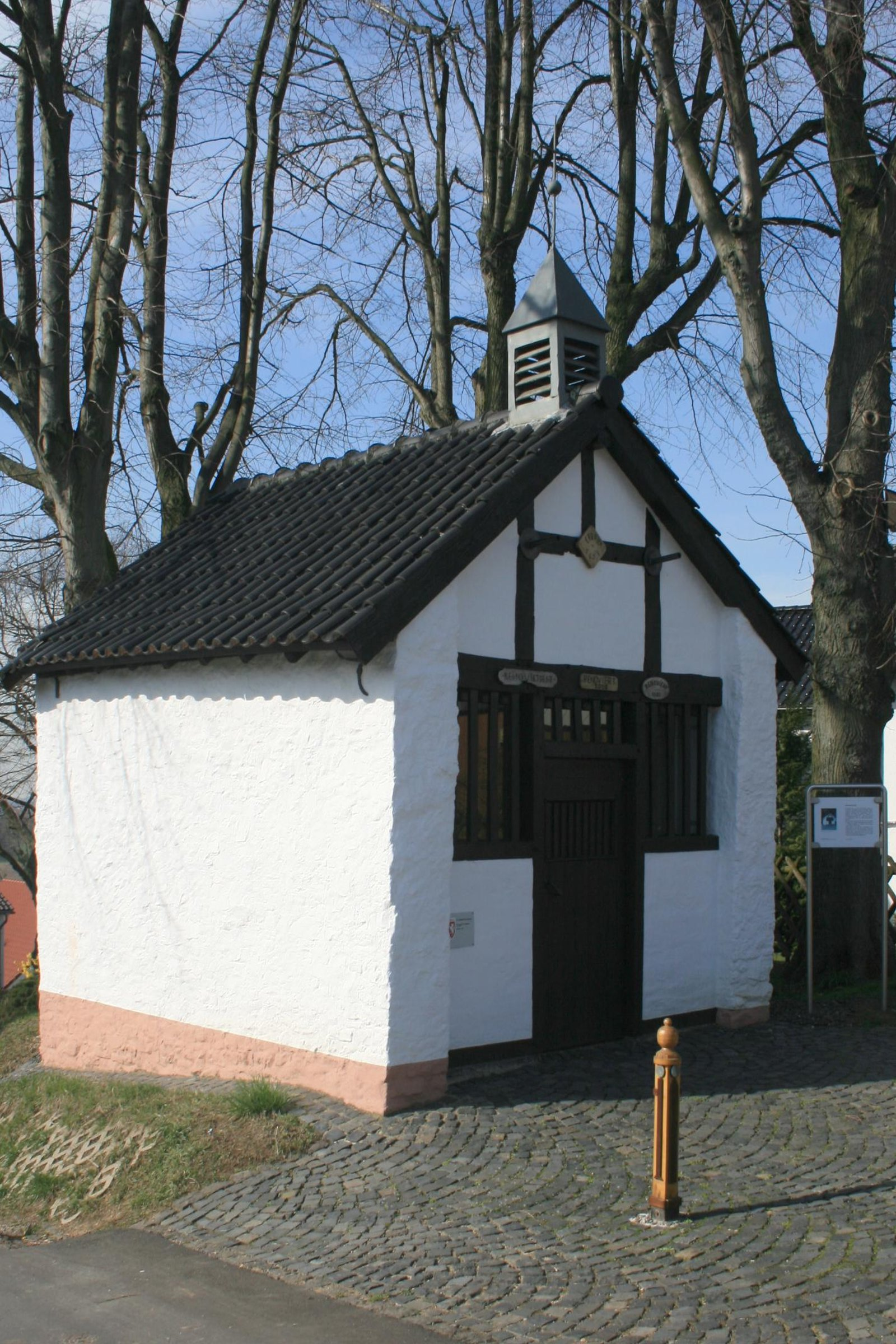
Die Norbertus-Kapelle

Heistern ist ein Eifeldorf und seit 1972 ein Gemeindeteil von Langerwehe im nordrhein-westfälischen Kreis Düren.

## Geographische Lage
Heistern liegt am Nordrand des Naturparks Hohes Venn-Eifel. Östlich fließt der Wehebach. Das Dorf befindet sich an einer Kreisstraße zwischen Hamich und Hücheln sowie in der Nähe der Landstraße zwischen Schevenhütte und Langerwehe auf 200 m ü. NHN.
In unmittelbarer Nähe befindet sich das Kloster Wenau, die Burg Holzheim, das Wenauer Höfchen, der Weiler Blumenthal, die Ruine der Karlsburg, das Gut Schönthal, Kleinschönthal und die Pützmühle. Ein Wanderweg führt zur Laufenburg.

## Geschichte
Der Name Heistern rührt wohl von dem kelto-romanischen Wort hais = Buche oder von dem angelsächsischen hees = Wald her. Im 14. Jahrhundert wurde die Burg Holzheim mit ihren Besitzern, den Rittern von den Heyster, erstmals urkundlich erwähnt.
Der her Thys van den heysteren, (Herr Thies von den Heistern) und Frau Mettelen seine Hausfrau und ihre beiden Kinder sind im 15. Jahrhundert (ca. 1440) Mitglied der St. Sebastianus-Schützen von Nideggen.
Über den Ort Hamich ist geschichtlich wenig in Erfahrung zu bringen. Bekannt ist jedoch die römische Bezeichnung Hamiacum. Dort gab es Funde aus römischer Zeit.
Von 1798 bis 1814 gehörte die Mairie Heistern im Kanton Eschweiler im Département de la Roer. Zur Mairie gehörten auch Hamich und Schevenhütte. 1800 hatten Hamich, Heistern und Schevenhütte zusammen 1.120 Einwohner. Von 1815 an gehörten Heistern und Hamich eigenständig zum Kreis Düren und seit 1932 zusammen mit Wenau zum Amt Langerwehe. Am 1. Januar 1972 wurde Wenau nach Langerwehe eingemeindet.

## Verkehr
Die nächste Autobahnanschlussstelle ist „Langerwehe“ auf der A 4. Der nächste Bahnhof an der Strecke Köln – Düren – Aachen ist „Langerwehe“.
Die AVV-Buslinien 26 der ASEAG und 261 des Rurtalbus verbinden Heistern mit Gressenich, Schevenhütte, Eschweiler, Langerwehe-Mitte und den Nachbarorten. Bis zum 31. Dezember 2019 wurde die Linie 261 vom BVR Busverkehr Rheinland bedient. Zusätzlich verkehrt zu bestimmten Zeiten ein Rufbus.
| Linie      | Betreiber | Verlauf |
| ---------- | --------- | --- |
| 26         | ASEAG     | Eschweiler Bushof – Rathaus – Bergrath – Nothberg – Heistern – Wenau – Hamich – Gressenich Kapelle                              |
| 261        | Rurtalbus | Langerwehe Bf – Langerwehe Rathaus – Schönthal – Wenau – Heistern – Hamich – Gressenich – Schevenhütte                          |
| RufBus 261 | Rurtalbus | Rufbus: Schevenhütte – Gressenich – Hamich – Heistern – Wenau – Schönthal – Langerwehe Rathaus – Langerwehe Bf (Mo–Fr tagsüber) |

## Trivia
Im Juli 1960 startete der deutsche Raketentechniker Gerhard Zucker mehrere Postraketen von Heistern aus, die laut Berichten der Dürener Zeitung rund drei Kilometer weit flogen und auf einer Wiese im benachbarten Hamich landeten.